# Republikanska garda (Francuska)
Republikanska garda (fr. Garde républicaine) postrojba je francuske Nacionalne žandarmerije (fr. Gendarmerie Nationale). Zadaća Republikanske garde je osiguravanje i davanje počasti institucijama Republike Francuske i visokim državnim dužnosnicima, namijenjena je i održavanju reda u glavnome francuskom gradu Parizu, ali se isto tako u slučaju potrebe može uporabiti kao borbena postrojba na bilo kojem dijelu nacionalnog teritorija.

## Ustrojstvo
Podređena je Prvom području Nacionalne žandarmerije (Région de gendarmerie d'Ile-de-France) sa zapovjedništvom u Parizu i jedina je francuska postrojba koja ima regimentalnu strukturu. Sastoji se od tri regimente kojima su pridodati logistički i zdravstveni odjeli. Prva i druga regimenta su pješačke (Regiment d´Infantere), a treća je konjanička (Regiment de Cavalerie).
U području tih zadaća svaka regimenta ima svoju vlastitu organizaciju koja poštuje i uvažava specifičnosti misija koje su joj povjerene.
Prva pješačka regimenta (u čijem sastavu se nalazi i gardijski orkestar) sastavljena je od jedne satnije zadužene za sigurnost Predsjednika Republike, jednog motociklističkog skvadrona, te tri počasne satnije, svaka sastavljena od dva voda.
Druga pješačka regimenta je za razliku od prve regimente organizirana od četiri satnije za takozvane "velike službe" (Compagnie des Grands Services), dviju satnija za sigurnost nacionalnih palača (Compagnie de Securite des Palais Nationaux) i dvaju samostalnih vodova za pomoćne službe i osiguranja. Zadaće povjerene ovoj regimenti su osiguranje sigurnosti Hotela Matignon - sjedišta Vlade, Ministarstva vanjskih poslova, Ministarstva obrane, Palače pravde, Senata i Nacionalne skupštine.
Konjička regimenta čija je glavna zadaća pružanje počasne pratnje Predsjedniku Francuske Republike i predsjednicima stranih država u službenoj posjeti Francuskoj sastavljena je od tri eskadrona koji u svom sastavu broje 528 konja. Eskadroni su formirani na osnovu boje konja. U prvom eskadroni su konji riđani, drugi sačinjavaju konji bijele boje dlake a u treći eskadron ulaze konji tamne i riđo-crvenkaste boje dlake. Konji koji ulaze u sastav ove regimente nabavljaju se u dobi kada imaju najviše tri godine i šalju se u Sain-Germmain-en-Lay (u blizini Pariza) gdje je smješten centar za obuku i dresuru konja. Nakon dvije godine intenzivne obuke izabrane životinje su spremne za službu u konjaničkoj regimenti. Osim zadaća davanja počasti i službenog eskorta ova regimenta je zadužena za nadzor Bois de Boulogne i Vincennesa te šumskih kompleksa u Chambordu, Senlisu i Sain-Germmain-en-Layu. Organizacijska shema konjičke regimente dopunjena je jednim autonomnim logističkim vodom koji se brine za specifične potrebe kao što su potkivanje konja i izrada posebnih sedala koja se od 1874. godine izrađuju posebno za potrebe Republikanske garde. U sastavu konjičke regimente djeluje veterinarska služba, a posebnu atraktivnost svojom pojavom plijeni konjički orkestar od 40 konjanika-glazbenika. Zanimljivo je spomenuti da početci ovog konjičkog orkestra sežu u 1802. godinu, kada je određeno da svi konji na kojima jašu glazbenici moraju biti riđe boje dlake osim dvaju konja koji su nosili po dva velika bubnja i koji su morali biti sive boje.
Pripadnici Republikanske Garde opremljeni su različitim vrstama vatrenog oružja kao što su poluautomatski pištolj MAS F1/ Beretta F92F, jurišna puška Famas i strojnica AA.52.
Uz svečanu odoru kao sastavni dio dolaze još sablja i koplje. Namjenski organizirana oružarnica za potrebe Republikanske garde izrađuje mnoga sredstva i dijelove opreme koji se više ne mogu naručiti u civilnim obrtničkim radnjama (kao npr. posebne kacige za gardiste s posebno obrađenim ukrasom - crnim konjskim repom).

## Povijest
Korijeni Republikanske garde vuku svoje porijeklo unatrag nekoliko stoljeća, od prvih osobnih postrojbi koje su čuvale francuske kraljeve. Tijekom svoga postojanja često su mijenjani službeni nazivi tako da je postrojba od postanka do danas preko 50 puta promijenila naziv. Razlozi za mijenjanje naziva uglavnom su vezani uz promjenu režima koji su dulje ili kraće razdoblje vladali Francuskom.
Tijekom Francuske revolucije djelovala je pod nazivom Garde de Paris (Pariška garda), da bi nakon revolucije 1789. godine njeno ime bilo promijenjeno u Garde Nationale (Nacionalna garda). Taj naziv postrojba je nosila gotovo čitavo desetljeće. Nakon toga postrojba je preustrojena i pod imenom Garde Municipale de Paris (Gradska garda Pariza) narasla na oružnu silu koja je brojila 80 konjanika i 2550 pješaka. Pod tim imenom postrojba je učestvovala u brojnim napoleonskim kampanjama ovjenčavši se slavom u bitkama kod Danziga i Friedlanda 1807. godine, kod Alcolea 1808. godine kada je uspjela pobijediti i probiti španjolski otpor na cesti prema Cordobi pred imperijalnim trupama kojima to nije nikako uspijevalo te posebno u bitci za Burgos 1812. tijekom dugačkog rata u Španjolskoj.
Godine 1813. Garda je ponovo reorganizirana i dobila je novo ime: Gendarmerie Imperiale (Imperijalna žandarmerija), a ponovnim povratkom monarhije Gendarmerie Royale (Kraljevska žandarmerija). Taj naziv je u uporabi sve do 1830. kada ponovo doživljava promjene koje uključuju i novo ime Garde Municipale (Gradska garda). Pod tim nazivom postrojba djeluje do veljače 1848. godine kada je bila raspuštena i zamijenjena s Garde Civile (Civilnom gardom) da bi u mjesecu lipnju iste godine po prvi puta u povijesti postrojbe dobila ime Republikanske garde grada Pariza (Garde Republicaine de Paris). Taj naziv postrojba nosi do 1870. godine kada je dobila naziv koji je i danas aktualan: Garde Republicaine (Republikanska garda). Tadašnji francuski predsjednik Jules Grevy uručio je 14. lipnja 1880. godine postrojbi službeni stijeg kojeg postrojba i danas nosi. Iz tog razdoblja datirana je još jedna povijesna zanimljivost. Konjička regimenta i danas kao dio paradne odore koristi kacigu čiji je prvi model napravljen 1876. godine.
Tijekom prvog svjetskog rata postrojbe Republikanske garde bile su uključene u operacije francuske vojske na zapadnoj fronti, a 1926. godine postrojba je odlikovana ordenom Legije časti (Legione d' Onor).
Nakon neugodnog poraza i kapitulacije Francuske u drugom svjetskom ratu, Republikanska garda je ponovo bila raspuštena, a mnogi njeni pripadnici skrivali su se pred njemačkim okupacijskim vlastima i sudjelovali u pokretu otpora.
Nakon oslobođenja od nacističke okupacije postrojba je ponovno obnovljena pod imenom Garde Republicaine de Paris, pod kojim sudjeluje u francuskoj ratnoj kampanji 1954. godine u Indokini. Nakon jedne duboke reorganizacije provedene 1978. godine postrojba je dobila današnji službeni naziv: Garde Republicaine - Republikanska garda.

## Vanjske poveznice
- Službene stranice  Arhivirana inačica izvorne stranice od 11. kolovoza 2007. (Wayback Machine)